# Quinze de Novembro
Quinze de Novembro är en kommun i Brasilien.   Den ligger i delstaten Rio Grande do Sul, i den södra delen av landet, 1 500 km söder om huvudstaden Brasília. Antalet invånare är 3 653. Quinze de Novembro ligger vid sjön Represa Passo Peal.
Trakten runt Quinze de Novembro består till största delen av jordbruksmark. Runt Quinze de Novembro är det glesbefolkat, med 18 invånare per kvadratkilometer.